# 安妮特·沙范
安妮特·沙范（德語：Annette Schavan，發音：[aˈnɛtə ʃaˈvaːn] ⓘ；1955年6月10日—），是德國基督教民主聯盟的女性政治人物，從2005年起擔任德國教育與科研部部長。而1995年到2005年，則擔任巴登-符騰堡州的文化、青年和體育部部長。2018年起，她成為第一任德國駐馬爾他騎士團大使。

## 生平和職務
沙范於1955年6月10日出生於于兴，1974年在諾伊斯的奈莉·薩克絲高級中學，隨後完成了在波恩大學和杜塞爾多夫大學哲學和天主教神學教育的學習。1980年她以論文《個人與良知—當今道德修養的先決條件、必需性和要求的研究》完成其在杜塞爾多夫大學的哲學博士學位。
1987年到1988年，她擔任聯邦婦聯企業負責人。1991到1995年她擔任Cusanus機構的部門負責人。從2009到2010的冬季學期她作爲自由柏林大學名譽校長，教授天主教神學。

## 政治
沙范從1975年到1984年活躍於諾伊斯市的政治舞臺，如她曾在這裡擔任青年聯盟負責人時那樣。她從1996年屬於巴登-符騰堡州基民盟的聯邦理事會，從1998年的11月起她擔任基民盟聯邦理事會副主席。從2002年12月起她主持委員會對於基民盟在巴登—符騰堡州新基本計劃的制定。
沙范屬於基民盟聯邦候選人，直到2004年3月4日國際貨幣基金總理事霍斯特·克勒被提名為2004年德國聯邦總統選舉的自由民族黨候選人。
在2005年4月巴登-符騰堡州主席埃爾文·托伊弗爾不僅辭去州主席的職位，而且辭去作爲基民盟在巴登-符騰堡州的黨主席的職位，2004年10月托伊弗爾發表此聲明后，沙范提出擔任這連個職務的請求。經過一個巴登-符騰堡州基民盟成員調查，她只獲得39.4%選票，因此退出了選舉。反而當時的議會黨團主席君特·奧廷格接任埃爾文·托伊弗爾的兩個職務。2013年2月9日因為博士論文抄襲爭議辭去教育與科研部部長一職下台。
2014年至2018年，沙范出任德國駐教廷大使，同年4月起成為首任德國駐馬爾他騎士團大使。